# Stephen Adler
Pour les articles homonymes, voir Adler.
Stephen Louis Adler (né le 30 novembre 1939 à New York) est un physicien américain. Il est spécialisé dans l'étude des particules élémentaires et de la théorie des champs.

## Biographie
Adler est le fils d'Irving Adler et de Ruth Adler, ainsi que le frère aîné de Peggy Adler (en). Il obtient un A.B. à l'université Harvard en 1961, où il était boursier Putnam (en). En 1964, il obtient un Ph. D. de l'université de Princeton. 
Adler est élu à l'Académie américaine des arts et des sciences en 1974. Il devient membre de l'Institute for Advanced Study en 1966, où il obtient le titre de professeur de physique théorique en 1969, puis celuis de New Jersey Albert Einstein Professor en 1979.
En 1988, il remporte le prix Sakurai décerné par la Société américaine de physique. Dix ans plus tard, en 1998, il obtient le prix Dirac.
En 2012, Adler écrit l'avant-propos du livre de son père : Solving the Riddle of Phyllotaxis: Why the Fibonacci Numbers and the Golden Ratio Occur on Plants, dont les schémas ont été réalisés par sa sœur Peggy.

## Recherches
Dans son livre Quantum Theory as an Emergent Phenomenon, publié en 2004, Adler expose sa trace dynamics, un modèle où la théorie quantique des champs découle d'une théorie matricielle,.
Son modèle a été discuté, repris ou modifié par des scientifiques tels Norbert Wiener, Amand Siegel, David Bohm et Jeffrey Bub.

## Publications
- (en) Stephen L. Adler: Quaternionic Quantum Mechanics and Quantum Fields, International Series of Monographs on Physics, Oxford University Press, 1994,  (ISBN 978-0-19-506643-2)
- (en) Stephen L. Adler: Quantum Theory as an Emergent Phenomenon: The Statistical Mechanics of Matrix Models as the Precursor of Quantum Field Theory, Cambridge University Press, 2004,  (ISBN 978-0-521-11597-1), 978-0-521-83194-9
- (en) Stephen L. Adler: Adventures in Theoretical Physics: Selected Papers of Stephen Adler with Commentaries: Selected Papers with Commentaries, World Scientific Series in 20th Century Physics, World Scientific Publishing Co., 2006,  (ISBN 978-981-256-370-5)
- (en) Stephen L. Adler: The Guide to PAMIR, Theory and Use of Parameterized Adaptive Multidimensional Integration Routines, World Scientific Publishing Co., 2012,  (ISBN 978-981-4425-03-2)
- (en) Stephen L. Adler: Anomalies and Counting Quark Degrees of Freedom, From quantum field theory esoterica to wide and continuing implications, Institute for Advanced Study, 2015.